# Enfin !
Albums de Michel Polnareff
Polnabest
(2016) Polnareff chante Polnareff
(2022)
Enfin ! est le dixième album studio de Michel Polnareff, sorti fin novembre 2018. 
Fruit de dix ans de travail et attendu avec fébrilité par les fans, il s'agit du premier album studio du chanteur à sortir en vingt-huit ans depuis le précédent, Kâmâ Sutrâ, sorti en février 1990.

## Historique
Après l'enregistrement de Kâmâ Sutrâ à l'hôtel Royal Monceau et son opération des yeux, Michel Polnareff retourne aux États-Unis. Cette fois, il s'établit en Californie, à Palm Springs. Il donne des nouvelles à ses fans via son site internet « Le PolnaWeb ». 
En 1999, il sort le simple Je rêve d'un monde (When I'm in love).
La presse people publie régulièrement des photos de l'artiste pendant cette période de latence artistique du musicien.
En 2006, il annonce son retour sur scène prévu pour 2007. Pour l'occasion, il sort un nouveau simple Ophélie flagrant des lits. Son retour sur scène, après trente-quatre ans d'absence, s'effectue le 2 mars 2007 au palais omnisports de Paris-Bercy suivi d’une tournée triomphale jusqu'en septembre 2007 à la suite de laquelle l'artiste retourne aux États-Unis.
Après être devenu père en décembre 2011, il songe à se remettre sérieusement à la confection d'un album, bien qu'il ait composé beaucoup de mélodies et d’œuvres mais non dans le but de faire un album. Il commence donc à retourner en studio, chez lui, vers 2013. En 2014, il débarque en Belgique, aux studios ICP, pour achever son album commencé en Amérique.
Le 17 décembre 2015 à minuit, une semaine après avoir annoncé son retour sur scène à partir du 30 avril 2016 à Épernay suivi de concerts à Paris, notamment le 14 juillet à l'Olympia, puis dans les festivals et Zéniths de France sur RTL et la sortie de son nouvel album avant la tournée, l'artiste dévoile le premier simple de son nouvel album : L'Homme en rouge. 
Victime d'une embolie pulmonaire bilatérale à la toute fin de sa tournée 2016 l'obligeant à annuler ses deux dernières dates et après trois semaines d'hospitalisation, il fait sa convalescence dans un des palais du roi Mohammed VI au Maroc. Il ne retourne aux États-Unis qu'en avril 2017. À l'été 2017, il décide de reprendre complètement l'album, étant insatisfait des longs mois d'enregistrements en Belgique.
Fin août 2018, Polnareff publie, en pleine nuit, pendant seulement quelques heures, un fichier audio contenant ce qui semble être la version finale d'une nouvelle chanson intitulée Terre Happy.
Le 21 septembre 2018, journée internationale de la paix, il s'affiche en dernière page de couverture de Libération où il signe un « message aux terriens », qui se révèle être les paroles du titre Terre Happy ; il y est question de la Terre qui parle à la première personne en accusant l'Homme qui « n'est rien » d'avoir tué « mes arbres, mes forêts, mes abeilles » de faire « de mes ours, des ours bipolaires » ou encore qui l'incite à se chercher « un espace, avant que je ne t'efface ».
Le nouvel album Enfin ! paraît le 30 novembre 2018, disponible sous deux formats : CD Digipack (présenté alors comme étant une édition limitée) et double vinyle.

## Conception
Dans une interview au Parisien publiée le 28 novembre 2018, Michel Polnareff explique l'idée à l'origine de l'album : « L'idée de cet album, c'est de reprendre le principe de Polnareff's, un disque fétiche pour mes fans : mélanger des instrumentaux et des chansons montrant mes différentes facettes. Je pense avoir réussi ce pari, un album où il n'y a pas d'unité mais des unités. »
Dans Libération, Christophe Conte se risque également « avec beaucoup d'indulgence et pas mal de prudence [à] étalonner ce disque sur le chef-d'œuvre Polnareff's (1971) », et évoque « ce goût enfin retrouvé pour les grands élans pop épiques qui était absent des pâles livraisons des années 80-90. »
Dans un article daté du 29 novembre 2018, le Figaro abonde dans le sens de l'artiste : « cuivres soul, synthés electro, guitares metal, inflexions tango, pulsations disco et autres couleurs peuplent l'univers fantasmagorique de Polnareff. »

## Accueil public
Fin 2018, il s'était vendu plus de 17 000 copies de l'album.

## Accueil critique

### Album
Le Parisien évoque le « titre plein d'humour et d'autodérision » de l'album, les « dix ans de travail » et le délai record de 28 ans depuis le précédent Kâmâ Sutrâ pour sortir le nouvel album, le « range[ant] dans le livre des records avec Chinese Democracy de Guns N' Roses et Smile de Brian Wilson et parle d'« un retour d'une richesse, d'une diversité et d'une liberté admirables ».
Dans son article-interview de Michel Polnareff paru le 29 novembre 2018 dans Libération, Christophe Conte fait remarquer que depuis vingt-huit ans et la sortie du précédent album Kâmâ Sutrâ en 1990, « c'est [pour Michel Polnareff] la panne de micro, l'épopée qui fait non » et se demande concernant Enfin ! « si "cette arlésienne essoufflée" n'est pas un fantôme, une blague ou une illusion », avant de répondre lui-même qu'avec ses « onze titres dont neuf inédits », le nouvel album « est un peu tout ça » et d'ajouter que « son charme réside précisément dans sa nature spectrale, irrationnelle, au-delà du bon et du mauvais goût, à la perpendiculaire du "what the fuck" et du grandiose ». Selon Conte, l'écoute du premier titre Phantom  « laisse entrevoir l'extravagance de ce qui va suivre, l'aberrance parfois, mais rassure sur un point : la folle démesure de Polnareff est intacte. » En effet, « le roi des fourmis a préféré s'entêter à tout diriger, tout composer et décomposer mille et une fois, usant les patiences de pas moins de trois labels et d'un nombre incalculable de directeurs artistiques, d'agents, de studios, d'ingénieurs du son et de musiciens des deux côtés de l'Atlantique. […] L'affaire compte [ainsi] 9 inédits sur 11 titres, dont 3 instrumentaux et des disparités de son, de style et de voix qui trahissent l'étendue du champ de bataille contre lui-même dont Polnareff vient de signer, enfin, l'armistice. […] À la pesée, [le nouvel album n'est] pas la catastrophe industrielle attendue ».
Le Figaro parle de l'album comme d'un « joyeux fourre-tout traversé par l'envie d'en découdre de cet incomparable mélodiste [qu'est Polnareff] », un « fourre-tout iconoclaste » fait de « surprises réjouissantes et aussi parfois des morceaux pièges », d'un « fouillis comme la chambre d'un gosse qui ne sait plus où ranger ses jouets, traversé d'une vigueur et d'une énergie rares », d'« [un] disque [au] son très américain […] souvent au diapason des habitudes d'écoute actuelles », ajoutant : « certains morceaux jouent le coup de poing, et l'humeur générale est ludique et combative ».
Dans Télérama, Valérie Lehoux juge l'album « daté et pompeux à souhait » et précise : « entre instrumentaux clinquants, production lourdingue et textes peu brillants, seule la voix rappelle la grâce d'antan. C'est peu. » Puis s'interroge : « où est passé le Polnareff corrosif et flamboyant qu'on aimait tant ? Pas dans ce disque, en tout cas ».
Dans L'Obs, Sophie Delassein déplore un album dans lequel « il y a surtout le vide sidéral d'une âme perdue à trop tweeter. […] On savait sa plume endolorie et son piano bègue, on ignorait que c'était à ce point. Résumons : Enfin ! contient trois instrumentaux insipides (dont un de dix minutes) et trois reprises : Ophélie flagrant des lits, L'Homme en rouge et Positions. Restent cinq chansons originales, médiocres dans l'ensemble, interprétées d'une voix qui se traîne ».
Sur la page web de RFI, après avoir émis quelques réserves (« l'album ne contient aucune pépite évidente, nul trésor visionnaire ou hit imparable, auxquels Michel nous avait habitués ; « nulle mélodie ne diffuse ici son aura lumineuse et contagieuse » ; « la voix traîne un peu et les textes ne font plus mouche »), Anne-Laure Lemancel défend Enfin ! en le qualifiant de « disque de la démesure », en le décrivant comme « un disque auquel s'accordent tous les superlatifs : kistchissime, outrancier, pompeux, pompier, exubérant, baroque, kaléidoscopique », ajoutant que « l'écouter relève de l'expérience quasi hallucinatoire », car, précise-t-elle, « ça reste Polnareff, et forcément, ça ne ressemble à rien (d'autre), et l'on ne saurait s'excuser de sourire, d'ouvrir grandes les oreilles et de claquer des doigts devant ce grand déballage foutraque, ses pas discoïdes et en zigzag, ses sorties de routes assumées, ses dingueries à mille lieues des productions actuelles, et des diktats de la mode » ; et, au détour d'une phrase, parle de son auteur comme de « l'incomparable Michel Polnareff ».
Dans L'Express, Julien Bordier qualifie Enfin! de « voyage vers une autre dimension », d' « auberge espagnole », de « joyeux bordel », d'album « extravagant, démesuré, aussi boursouflé que fascinant […] bloqué en mode aléatoire, multipliant les climats à la limite du bon goût » et qui  « se moque bien des tendances musicales actuelles ».

### Pochette
Dans son article-interview de Michel Polnareff paru le 29 novembre 2018 dans Libération, Christophe Conte qualifie d' « atroce » la pochette de l'album au « cadenas libéré » et précise que « son idée est de Polnareff, [tout comme l'idée du] titre de l'album [qui] suggère le soulagement pour lui [Polnareff] comme pour le public [ainsi qu'] il l'admet volontiers [dans l'interview]. »
Sur la page web de RFI, Anne-Laure Lemancel parle de l'album comme d'un « objet avec sa pochette défiant toutes les lois du mauvais goût. »
Dans L'Express, Julien Bordier qualifie d'« ignoble » la pochette de l'album.
Sur France Culture, Mathilde Serrell s'interroge : « Sur la pochette, il y un vieux cadenas avec une clef. Et détail important, le cadenas est ouvert. Mais où Michel Polnareff était-il enfermé ? », poursuivant plus loin : « Michel Polnareff était peut-être enfermé dans lui-même, dans son double "icônifié" », « [il] semble être ce fantôme qui s'est échappé de l'opéra […] comme dans Phantom, ce titre inaugural de 10 min 54 secondes ».

### Titres
« Les chansons du nouvel album ne sont pas récentes. La plupart d'entre elles ont été composées […] plus de dix ans [avant la parution de l'album]. »
1. Phantom : « instrumental hollywoodien, épique et cinématographique […] de près de 11 minutes »[5], « grande fresque de près de onze minutes, assez bluffante malgré sa conclusion new age […] ; par effet miroir, Phantom retourne le compliment à tous les frenchies (Air, Daft Punk, Tellier ou Justice) à l'imaginaire sonore hanté par Polnareff's »[6], « instrumental ambitieux et gonflé qui montre l'aisance de Polnareff pour établir des climats »[7], « symphonie personnelle [qui] oscille entre les instrumentaux de Véronique Sanson dans les années 70 et... les génériques des prime time de Michel Drucker dans la décennie 80 »[9], « morceau inaugural de plus de dix minutes d'audace symphonique, d'épopée galactique et de tourbillons rococo, avec cuivres clinquants, cascades de piano, glissendi de guitare rock, digressions new age, à mi-chemin entre l'inaudible et le coup de maître, l’élégance folle et le sublime ridicule. »[11], « titre inaugural de 10 min 54 secondes […] où Michel Polnareff semble être ce fantôme qui s'est échappé de l'opéra. »[13]
2. Sumi : « histoire romancée d'une geisha très rock »[5], titre au texte « coquin »[7], « rock appuyé façon FM US [qui] nous conte [l]es mésaventures [de Polnareff] avec une geisha au Japon. »[9], « une histoire de geisha sur des riffs rock »[11], titre aux « paroles coquines »[12], où « Polnareff […] slame des histoires de geisha à Fukuoka. »[13]
3. Grandis pas : « jolie ballade mélancolique piano-voix, chanson émouvante co-écrite avec Doriand et enregistrée à Los Angeles [dans laquelle] Michel Polnareff, 74 ans, semble s'adresser à son jeune fils Louka, âgé de 7 ans, en souhaitant retenir encore un peu son innocence »[1], « piano-voix lyrique dans la grande tradition […] dédié à son fils de 8 ans » […] dont Polnareff dit que « c'est un "Ne me quitte pas" familial. C'est l'égoïsme du père qui ne veut pas voir grandir son enfant. Je m'interdis de lui jouer parce que j'ai peur qu'il prenne cela au premier degré. Et qu'il se sente obligé de ne pas grandir pour me faire plaisir. Contrairement à l'enfant que j'étais, mon fils a une joie de vivre extraordinaire, j'avais envie qu'on l'entende. »[5], « ballade piano-voix de rigueur, dédiée au jeune fils Louka »[6], chanson « belle et classique, dépouillée et émouvante comme du Polnareff vintage », coécrite « avec l'excellent Doriand »[7], « une ode à son fils Louka » chanté par Michel « sur une tendre ballade piano-voix caractéristique de son style »[11], « touchant piano/voix adressé à son jeune fils Louka. »[12]
4. Louka's song : « un [morceau] disco […] dédié à son fils de 8 ans [et] qui rappelle son album Lipstick »[5], « solide instrumental jazz-funk sur lequel on entend [son] jeune fils Louka faire l'andouille [et] qui renvoie à Ménage à trois, l'album méconnu de 1980 des deux Michel exilés les plus célèbres de Californie, Polnareff et Colombier »[6], un morceau « funky » sur lequel on entend [son] gosse brailler, déconner à plein tube. »[11], « un air disco azimuté » sur lequel « on entend [son fils] Louka. »[12], titre où « Polnareff […] rigole avec son fils. »[13]
5. Ophélie flagrant des lits : « machin grivois impraticable à l'époque de #MeToo, dans une version à peine moins embarrassante que celle de 2006 »[6], titre « au texte « coquin », dont une première version était « sorti[e] en décembre 2006 [et qui] a droit [ici] à une seconde chance sous de nouveaux oripeaux »[7], « Polnareff ayant qualifié de « merde » la premiere version, il en a « entièrement revu les arrangements » et « évoque désormais une influence des Beach Boys »[14], « chanson égrillarde sortie en 2006, repeinte aux couleurs acidulées des sixties »[11], « chanson libertine, désuète et pas vraiment #MeToo – à se demander sur quelle planète vit Michel Polnareff. »[12], titre que « Polnareff […] reprend façon musique de dessin animé carré rose. »[13]
6. Longtime : « gros rock à l'américaine avec guitares puissantes »[5], titre « brouillon mais assez pop, quasi british »[6], titre « très rock, avec un texte qui joue avec humour sur les affres de la page blanche, peut-être la pièce la plus réussie du disque, avec une mélodie imparable et sa rythmique façon course-poursuite »[7], un titre à propos d' « une panne autoprophétique d'inspiration »[11], « des confessions humoristiques sur une cavalcade rock plutôt convaincante. »[12]
7. Positions : chanson « sexy, clin d'œil à Hit the Road Jack et ses cuivres à la Rat Pack »[5], titre « aux passages jazz cinématographiques »[6], au texte « coquin »[7], « qui navigue grivois sur un jazz couleurs sépia »[11], aux « paroles coquines. »[12]
8. Terre Happy : « une chanson écologique »[5] qui « montre l'intérêt du chanteur pour la préservation de la planète »[7], « à la mélodie toutefois gâchée par un arrangement Nature et Découvertes et un texte cucul-la-betterave sur l’écologie »[6], « avec sa voix suraiguë, Polnareff escalade [ici] les sommets avec des vers et une orchestration "écolo-cul-cul" »[11], « des considérations écolo qui célèbrent l'étrange union synthétique de la flûte de paon et de la cornemuse. »[12], « appel écolo kitch lancé [par] Polnareff. »[13]
9. L'Homme en rouge : « single épais comme une bûche d'il y a trois noëls et resservi ici parce qu'il fallait bien atteindre un chiffre raisonnable de chansons »[6], version « revisitée » de la ballade « sorti[e] en décembre 2015 [qui] a droit à une seconde chance sous de nouveaux oripeaux »[7],[14], « indigeste pamphlet anti-Père-Noël »[11], « chant de Noël aussi déprimant que richement arrangé. »[12]
10. Dans ta playlist (c'est ta chanson) : chanson aux « envolées magnifiques »[6] dans laquelle « Polnareff rend hommage à la fidélité de son public »[7]. L'artiste l'avoue lui-même : « Moi, ma préférée, c'est Dans ma playlist (c'est ta chanson). C'est mon hommage au public. »[5], « Pourquoi prendre des risques ? / Ne changeons pas de disque chante [ici] l'artiste [qui] se moque bien des tendances musicales actuelles. »[12]
11. Agua caliente (instrumental) : « un rock progressif sans parole et sans inspiration. »[12]

## Liste des titres
| No  | Titre                               | Auteur                            | Durée |
| --- | ----------------------------------- | --------------------------------- | ----- |
| 1.  | Phantom (instrumental)              | M. Polnareff                      | 10:53 |
| 2.  | Sumi                                | M. Polnareff/M. Polnareff         | 4:51  |
| 3.  | Grandis pas                         | M. Polnareff-Doriand/M. Polnareff | 5:09  |
| 4.  | Louka's Song (instrumental)         | M. Polnareff                      | 5:21  |
| 5.  | Ophélie flagrant des lits           | M. Polnareff/M. Polnareff         | 4:46  |
| 6.  | Longtime                            | M. Polnareff-Doriand/M. Polnareff | 3:51  |
| 7.  | Positions                           | M. Polnareff/M. Polnareff         | 7:01  |
| 8.  | Terre Happy                         | M. Polnareff-Doriand/M. Polnareff | 4:26  |
| 9.  | L'Homme en rouge                    | M. Polnareff/M. Polnareff         | 5:12  |
| 10. | Dans ta playlist (c'est ta chanson) | M. Polnareff-Doriand/M. Polnareff | 5:22  |
| 11. | Agua caliente (instrumental)        | M. Polnareff                      | 9:19  |

Sur les onze titres de l'album, deux sont déjà sortis – Ophélie flagrant des lits en 2006 et L'Homme en rouge en 2015 – que l'on retrouve ici dans de nouvelles versions. Michel Polnareff n'était, en effet, pas du tout satisfait de la première version d'Ophélie flagrant des lits. Lors de sa tournée 2016, il en avait proposé une nouvelle version tango/rock. Il en a entièrement revu les arrangements pour le nouvel album. La ballade de L'Homme en rouge qui avait déplu à une partie du public lors de sa sortie en décembre 2015 et qu'il avait jouée sur scène lors de sa tournée 2016 est également revisitée pour Enfin !.
Le titre Positions avait été dévoilé auparavant sur scène, dans une version courte et épurée lors des concerts à Bercy du Ze (re)tour (son avant-dernière tournée en 2007)
La durée totale de l'album est de 66:11 dont 56:13 de musique inédite en CD (i.e. sans Ophélie flagrant des lits et L'Homme en rouge).

## Musiciens
- Michel Polnareff : piano, claviers, basse fretless, orgue B3, tubular bells, contrebasse synthé, chant
- Curt Bisquera, Robert Brian, Bernie Dresel, Philippe Entressangle : batterie
- Stuart Bruce : percussions
- Ronan Le Bars : uilleann pipe, flûtes
- Jimmy Johnson : basse, basse fretless
- Tony MacAlpine, George Doering, Bernard Torelli, Dean Parks, Nicolas Fiszman : guitare
- Randy Kerber : synthé
- Jel Jongen, Martijn Sohier : trombone tenor
- Wooter Loose : trombone
- Hans Van Der Zanden : cors anglais
- Kenna Ramsey, Amy Keys, Adryon De Leon : choristes
- Jerry Goodman : violon solo

## Classements hebdomadaires
| Classements (2018-19)        | Meilleure position |
| ---------------------------- | ------------------ |
| Belgique (Flandre Ultratop)  | 145                |
| Belgique (Wallonie Ultratop) | 7                  |
| France (SNEP)                | 4                  |
| Suisse (Schweizer Hitparade) | 29                 |

## Certifications
| Région | Certification | Ventes/Streams |
| --- | ------------- | -------------- |
| France (SNEP) | Or            | 50 000‡        |
| *Ventes selon la certification ^Mise en rayon selon la certification xNon précisé par la certification ‡ventes/streaming selon la certification |               |                |